# Hugo Hadwiger
Hugo Hadwiger (Karlsruhe, 23 de dezembro de 1908 – Berna, 29 de outubro de 1981) foi um matemático suíço.

## Obras
- Vorlesungen über Inhalt, Oberfläche und Isoperimetrie. Springer, Grundlehren der mathematischen Wissenschaften, 1957.
- Altes und Neues über konvexe Körper. Birkhäuser 1955.
- Über eine Klassifikation der Streckenkomplexe. Vierteljahresschrift der Naturforschenden Gesellschaft Zürich, Bd. 88, 1943, S. 133–143 (Hadwigers Vermutung in der Graphentheorie).
- com H. Debrunner, V. Klee: Combinatorial geometry in the plane. Holt, Rinehart and Winston, New York 1964.
- Zum Problem der Zerlegungsgleichheit k-dimensionaler Polyeder.[ligação inativa] Mathematische Annalen, Bd. 127, S. 170–174 (1954).
- Ergänzungsgleichheit k-dimensionaler Polyeder.[ligação inativa] Math. Zeitschrift, Bd. 55, Heft 3, S. 292–298 (1952).
- Lineare additive Polyederfunktionale und Zerlegungsgleichheit.[ligação inativa] Math. Zeitschrift, Bd. 58, S. 4–14 (1953).
- com Paul Glur: Zerlegungsgleichheit ebener Polygone. Elemente der Mathematik, Bd. 6, Nr. 5, S. 97–106 (1951).